# Boy's a Liar
«Boy's a Liar» es una canción interpretada por la cantante británica PinkPantheress. Fue publicada el 30 de noviembre de 2022 a través de Warner Music UK como el segundo sencillo de su EP Take Me Home. La canción ganó fuerza en TikTok unas semanas después de su lanzamiento. El 3 de febrero de 2023 se lanzó un remix con la rapera estadounidense Ice Spice titulado «Boy's a Liar Pt. 2».

## Composición y antecedentes
Antes del éxito de «Boy's a Liar», la cantante británica PinkPantheress encontró éxito en TikTok y con el lanzamiento de su mixtape debut To Hell with It. Después de lanzar «Do You Miss Me?», producido por Kaytranada, a principios de noviembre de 2022, «Boy's a Liar» se lanzó a través de Warner Records el 30 de noviembre de 2023 y luego se incluyó en el extended play de PinkPantheress Take Me Home, lanzado en diciembre de 2022. Se hizo popular en TikTok, donde realizó la banda sonora de más de 760,000 videos hasta febrero de 2023.
«Boy's a Liar» tiene una duración de 2 minutos y 11 segundos. Es una canción de dance-pop y bubblegum pop con elementos de chiptune. Fue escrito y producido por PinkPantheress y Mura Masa; en él, PinkPantheress canta con voces “espaciales” sobre sus inseguridades derivadas de una relación tóxica. PinkPantheress escribió la canción basada en “esa sensación de que alguien solo está interesado en ti cuando te ves bien”. Su producción de baja fidelidad presenta un ritmo de club de Jersey, bombos, y sintetizadores de 8-bits.

## Posicionamiento
| Gráfica (2022–23)                 | Pico de posición |
| --------------------------------- | ---------------- |
| Australia (ARIA Charts)           | 2                |
| Irlanda (Irish Singles Chart)     | 2                |
| MENA (IFPI)                       | 9                |
| Nueva Zelanda (Recorded Music NZ) | 10               |
| Reino Unido (UK Singles Chart)    | 2                |
| Singapur (RIAS)                   | 5                |

## Certificaciones y ventas
| País              | Certificación | Ventas  |
| ----------------- | ------------- | ------- |
| Reino Unido (BPI) | Plata         | 200,000 |

## Boy's a Liar Pt. 2

### Antecedentes, composición y video musical
El remix se produjo después de que Ice Spice siguiera a PinkPantheress en Instagram y PinkPantheress le enviara un mensaje directo diciendo que le gustaría encontrarse si Ice Spice alguna vez estuviera en el Reino Unido, a lo que Ice Spice respondió que era fan suya. Después de que Ice Spice publicara la versión original de «Boy's a Liar» en su historia de Instagram, PinkPantheress respondió pidiendo colaborar. «Boy's a Liar Pt. 2» fue publicado el 3 de febrero de 2023 a través de Parlophone, Elektra Records y 3EE.
«Boy's a Liar Pt. 2» presenta un verso adicional de Ice Spice, quien, en contraste con la “fragilidad tímida” de PinkPantheress, rapea con una “voz áspera” y una “entrega serena e indiferente” sobre un amante engañoso que ya está en una relación.
El video musical de «Boy's a Liar Pt. 2» fue dirigido por George y Fred Buford y filmado en toda la ciudad de Nueva York, incluyendo en la azotea de un edificio de apartamentos de Harlem.

### Rendimiento comercial
Warner promocionó «Boy's a Liar Pt. 2» al conseguir que personas influyentes en las redes sociales, incluidas transmisiones en vivo, hicieran videos de reacción a la canción. La canción debutó en el número 14 en la lista Billboard Hot 100 el 18 de febrero de 2023. Se convirtió en la primera entrada de Mura Masa y PinkPantheress en la lista Hot 100. La semana siguiente, la canción subió al número 4 en la lista, marcando la primera entrada entre los 10 primeros en la tabla tanto para Ice Spice como para PinkPantheress. Fue el primer dúo entre dos artistas que debutaron en el top 10 en llegar al top 10 en dos semanas o menos desde que  «Calling My Phone» de Lil Tjay y 6lack debutaron en el número 3 en febrero de 2021.

### Recepción de la crítica
LaTesha Harris de NPR elogió «Boy's a Liar Pt. 2» como “nunca se queda más de lo debido”, calificando el verso de Ice Spice como “hilarante”. Matthew Ritchie de Pitchfork llamó a «Boy's a Liar Pt. 2» “un equipo impecable de una baddie y su amiga baddie”. Para Complex, Joe Price escribió que “Ice Spice se mezcla sin esfuerzo con la pista en el remix”, mientras que Tom Breihan de Stereogum escribió que la canción “funciona” y que había “algo realmente divertido en la idea de PinkPantheress y Ice Spice haciendo música juntas”.

### Posicionamiento
| Gráfica (2023)                               | Pico de posición |
| -------------------------------------------- | ---------------- |
| Alemania (Official German Charts)            | 32               |
| Austria (Ö3 Austria Top 40)                  | 37               |
| Canadá (Canadian Hot 100)                    | 2                |
| Croacia (Croatia Songs)                      | 17               |
| Dinamarca (Hitlisten)                        | 13               |
| Estados Unidos (Billboard Hot 100)           | 3                |
| Estados Unidos (Billboard Mainstream Top 40) | 33               |
| Estados Unidos (Billboard Rhythmic Airplay)  | 32               |
| Filipinas (Philippines Songs)                | 11               |
| Francia (SNEP)                               | 79               |
| Lituania (AGATA)                             | 3                |
| Luxemburgo (Luxembourg Songs)                | 8                |
| Mundo (Billboard Global 200)                 | 3                |
| Noruega (VG-lista)                           | 10               |
| Nueva Zelanda (Recorded Music NZ)            | 1                |
| Países Bajos (Single Top 100)                | 24               |
| Países Bajos (Nederlandse Top 40)            | 35               |
| Polonia (Polish Streaming Top 100)           | 42               |
| Portugal (AFP)                               | 31               |
| República Checa (IFPI)                       | 49               |
| Suecia (Sverigetopplistan)                   | 15               |
| Suiza (Schweizer Hitparade)                  | 28               |
| Vietnam (Billboard Vietnam Hot 100)          | 49               |

### Certificaciones y ventas
| País                 | Certificación | Ventas |
| -------------------- | ------------- | ------ |
| Nueva Zelanda (RMNZ) | Oro           | 15,000 |